# Amarantòidies
Amaranthoideae és una subfamília botànica de les amarantàcies. Juntament amb els representants de la subfamília de les Gomphrenoideae  conformaven la família tradicional de les amarantàcies (sensu stricto), abans que a conseqüència dels treballs del Grup per a la filogènia de les angiospermes s'hi afegissin tots els representants de les quenopodiàcies.
Es distribueixen per tot el món però la gran majoria són originàries de països amb clima tropical i subtropical. Moltes d'elles s'han naturalitzat com a males herbes dels conreus a gran part del món, algunes es cultiven com a plantes ornamentals i rarament es poden trobar també escapades a la natura.
Als Països Catalans hi ha 3 gèneres d'aquesta subfamilia que han estat trobats: Achyranthes, amb A.aspera, una mala herba dels conreus d'origen tropical; Celosia argentea, una espècie originària de l'Àfrica Central, cultivada com a planta ornamental que es pot escapar dels jardins; i al voltant d'una dotzena d'espècies del gènere Amaranthus, de les quals 2 o 3 es podrien considerar espècies autòctones d'Europa, mentre que les altres són males herbes vingudes d'altres països.

## Particularitats
Moltes espècies del gènere Amaranthus poden ser conreades o recollides com a plantes silvestres per a ser consumides com a hortalissa, com  l'Amaranthus dubius, l'espinac xinès o l'amarant vermell. De fet, totes elles es podrien menjar en un moment donat, encara que en ambients ruderals poden acumular molts nitrats i presentar una certa toxicitat.
D'altres són plantes ornamentals com la cua de guineu (Amaranthus caudatus) que també és comestible, o algunes espècies del gènere Celosia, com el vellutet o cresta de gall.

## Gèneres
La subfamília Amaranthoideae comprèn, segons Catalogue of Life, uns 55 gèneres amb unes 520 espècies que viuen majoritàriament en climes tropicals i subtropicals. Segurament calen encara més investigacions per comprendre'n millor les seves relacions filogenètiques.
- Achyranthes L.
- Aerva Forssk.
- Allmania R. Br. ex Wight
- Allmaniopsis Suess.
- Amaranthus L.
- Arthraerva (Kuntze) Schinz
- Bosea L.
- Calicorema Hook.f.
- Celosia L.
- Centema Hook.f.
- Centemopsis Schinz
- Chamissoa Kunth
- Charpentiera Gaudich.
- Chionothrix Hook.f.
- Cyathula Blume
- Dasysphaera Volkens ex Gilg
- Deeringia R. Br.
- Digera Forssk.
- Eriostylos C. C. Towns.
- Evelynastra DiVincenzo,Berends.Wondafr.Borsch
- Henonia Moq.
- Herbstia Sohmer
- Hermbstaedtia Rchb.
- Indobanalia A. N. Henry & B. Roy
- Kyphocarpa (Fenzl) Lopr.
- Lagrezia Moq.
- Lecosia Pedersen
- Leucosphaera Gilg
- Lopriorea Schinz
- Marcelliopsis Schinz
- Mechowia Schinz
- Neocentema Schinz
- Nothosaerva Wight
- Nyssanthes R. Br.
- Omegandra G.J.Leach&C.C.Towns.Ouret Adans.
- Paraerva T. Hammer
- Pleuropetalum Hook.f.
- Pleuropterantha Franch.
- Polyrhabda C. C. Towns.
- Psilotrichopsis C. C. Towns.
- Psilotrichum Blume
- Ptilotus R. Br.
- Pupalia Juss.
- Rosifax C. C. Towns.
- Saltia R. Br. ex Moq.
- Sebsebea DiVincenzo,Berends.Wondafr.Borsch
- Sericocoma Fenzl
- Sericorema (Hook.f.) Lopr.
- Sericostachys Gilg & Lopr.